# Пловдивская детская железная дорога
Детская железная дорога (ранее Детская железная дорога «Знамя мира») — узкоколейная железнодорожная линия у подножия Молодёжного холма в Пловдиве.
Это вторая детская железная дорога в Болгарии — первая была открыта в Кырджали (проект Валентины Йочковой), она тоже действует до сих пор.

## История
Проект железной дороги был подготовлен Стройуправлением «Трансстроя» в Пловдиве под руководством Василя Йочкова совместно с Железнодорожным управлением в Пловдиве (руководитель Ангел Димитров).

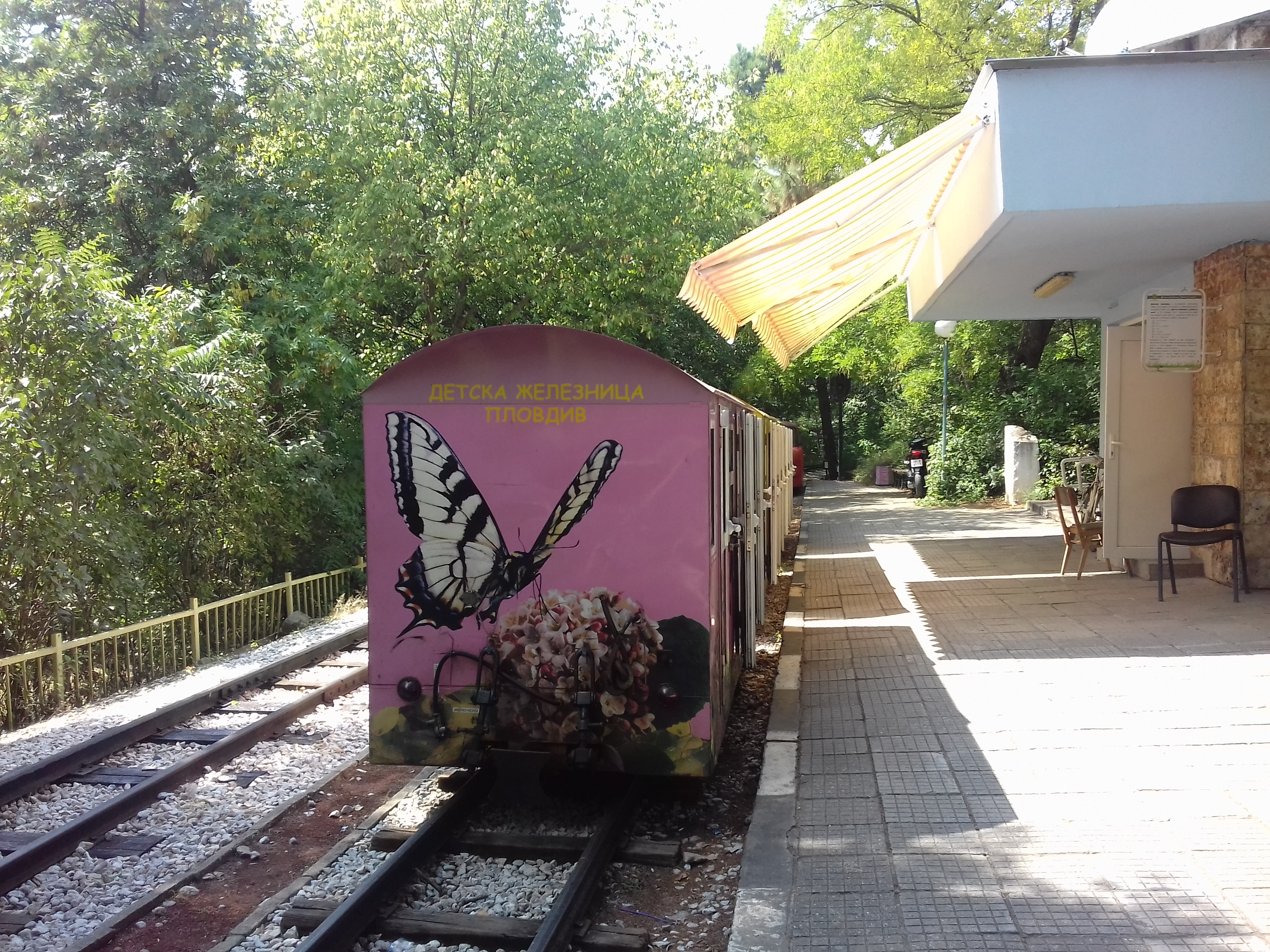
Поезд на станции

Строительство дороги началось 21 апреля 1979 года. В строительстве принимали участие школьники и студенты. Рельсы и вагоны доставлены с высокогорной железной дороги Кочериново — Рильский монастырь, закрытой в 1954 году. Позже вагоны были заменены на другие.
Дорога открыта под названием «Знамя мира» 23 сентября 1979 года — в праздник пионерской организации «Септемврийче». На церемонии открытия почётным гостям вручили 25 специально отпечатанных билетов и почётные значки.
Была закрыта в 1997 году.
После ремонта по заказу муниципальной администрации, аттракцион был снова открыт как Детская железная дорога (болг. Детска железница) 22 сентября 2007 года, спустя 28 лет после её первого запуска. В 2015 году произведён ремонт основной станции («Пионер»), оборудованы навес для ожидающих и пандусы. В 2016 году была проведена реконструкция туннеля, также его стены были украшены рисунками подводного мира.

## Описание

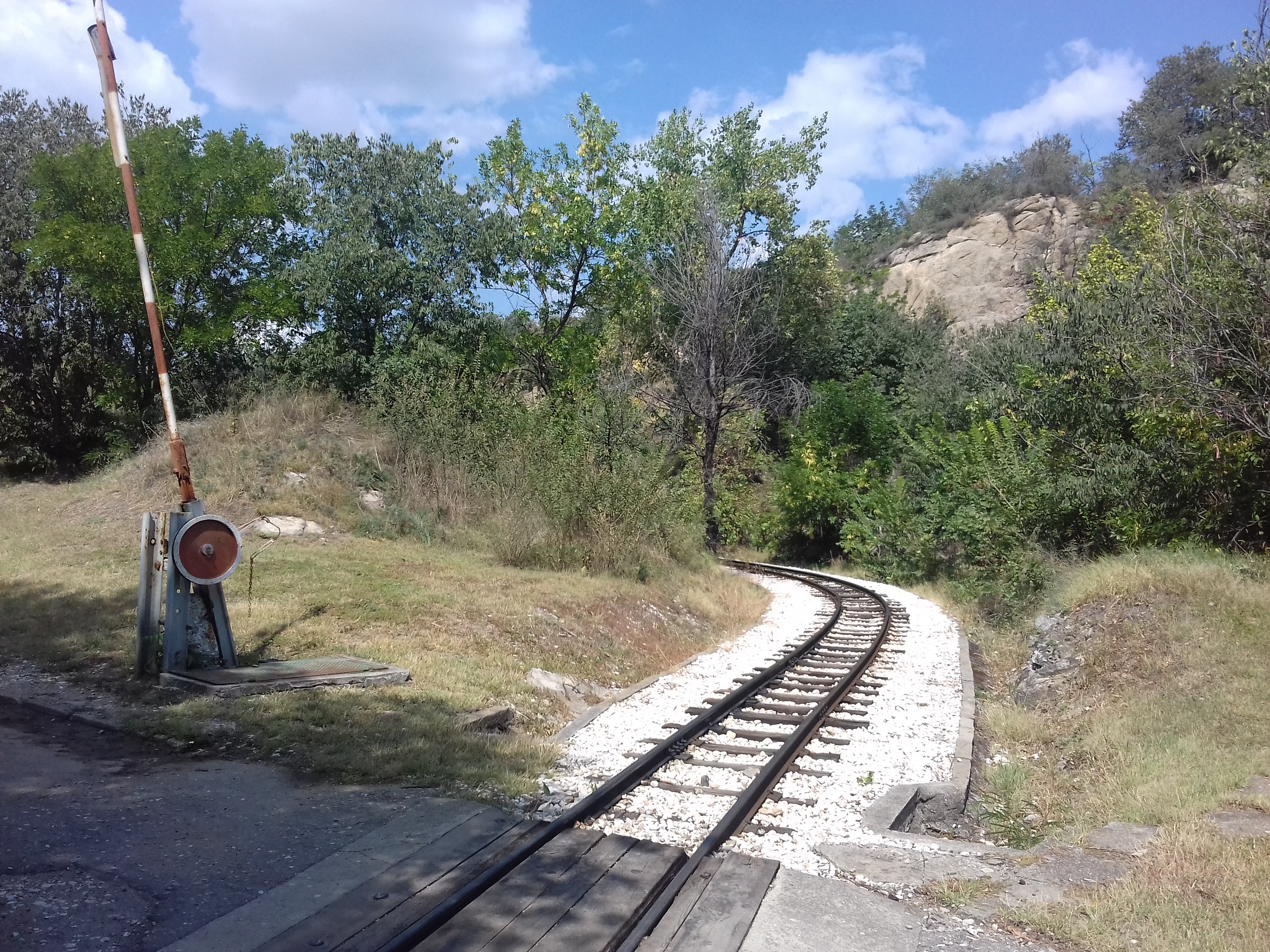
Железная дорога у переезда

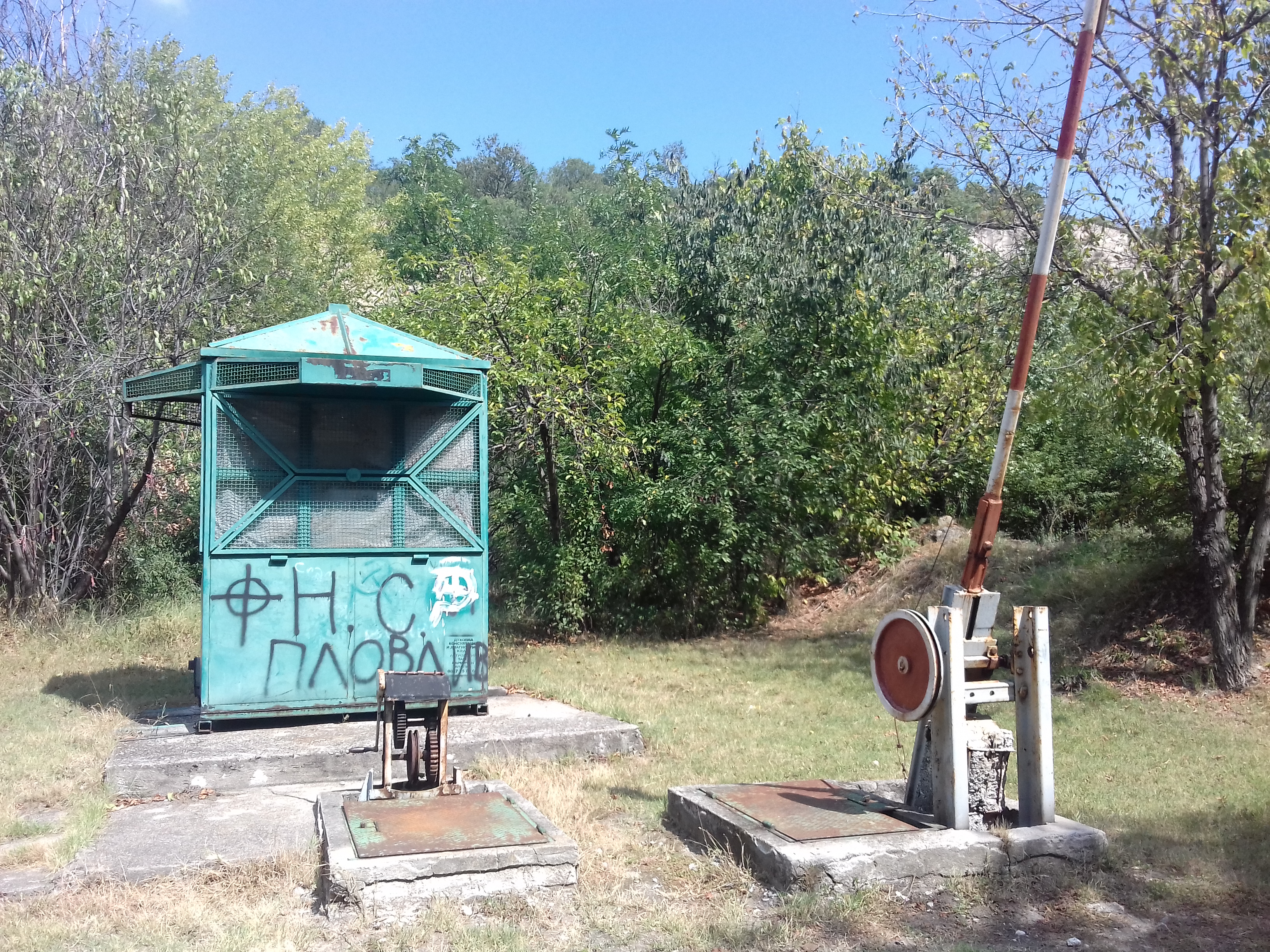
Железнодорожный переезд

Железнодорожная линия имеет протяженность 1090 м и колею 600 мм. Подвижной состав построен в Пловдиве (в локомотивном депо — локомотив, в вагоноремонтном — вагоны). На маршруте построены следующие объекты:
- станция Пионер
- мост
- переезд со шлагбаумом
- 50-метровый туннель[2]
- эстакада
- остановка Снежанка
- станция Панорама

Тоннель служит в качестве депо для поезда в нерабочее время (там заряжаются аккумуляторы локомотива). Поездка от станции Пионер до станции Панорама и обратно длится 25 минут. Максимальная рабочая скорость, с которой движется поезд, — 8,5 км/ч.
В поезде около 50 мест. В составе 3 вагона. Билет стоит 1 лев (по случаю дня защиты детей бывают акции с бесплатным проездом). Дети до 10 лет допускаются в сопровождении взрослых. Информация: время работы, цена разового билета, официальный номер телефона дежурной кассы: Поезд вмещает около 50 мест, состоит из локомотива и 3 вагонов. Реализует 5 двухсторонних курсов (с 16 октября по 31 марта включительно. Работает с 08.45 до 17.15, с 1 апреля по 15 октября включительно. Работает с 09.30 до 18.15) календарного дня, кроме понедельника и вторника, когда он закрыт для продажи билетов и проезда. Станция «Пионер» <-> Станция «Панорама», в остальные дни недели работает с 10:30 до 17:30, билет стоит 1 лев (BGN) / человек . Официальный телефон дежурной кассы: 00 359 889922388. На перроне станции «Пионер» действует вспомогательный пандус для детей с ограниченными физическими возможностями.